# Arachneosomatidia beatriceae
Arachneosomatidia beatriceae är en skalbaggsart som beskrevs av Henri L. Sudre 2001. Arachneosomatidia beatriceae ingår i släktet Arachneosomatidia och familjen långhorningar. Inga underarter finns listade i Catalogue of Life.